# Richard Balken
Richard Balken (geboren 20. November 1914 in Solingen; gestorben 1995) war ein deutscher Diplomat.

## Leben
Balken arbeitete nach seinem Abitur im Jahr 1934 zunächst als Journalist bei verschiedenen Zeitungen. Zum 1. Mai 1933 trat er der NSDAP bei. 1940 wurde Balken zum Kriegsdienst eingezogen und geriet in Kriegsgefangenschaft, aus der er 1946 entlassen wurde. Von 1947 bis 1952 war er erneut im journalistischen Bereich als Redakteur bei verschiedenen Zeitungen, darunter zuletzt als Chefredakteur der Westdeutschen Rundschau, tätig.
Im Jahr 1953 trat Balken in den Auswärtigen Dienst ein. 1956 erfolgte seine erste Auslandsverwendung an der deutschen Botschaft in Washington, D.C., anschließend war er von 1959 bis 1967 in der Zentrale in Bonn tätig, wo er zunächst bis 1962 das Referat 302 (Abrüstung und Sicherheit) und dann bis 1967 das Parlaments- und Kabinettsreferat leitete. 1967 wurde er zum deutschen Botschafter in Oslo ernannt, 1970 zum deutschen Botschafter in Jakarta. Nachdem er von 1974 bis 1976 als Botschafter zur besonderen Verwendung in der Zentrale tätig gewesen war, folgte von 1976 bis 1979 seine letzte Auslandsverwendung als deutscher Botschafter in Bukarest.
Balken war verheiratet und hatte zwei Kinder.

## Ehrungen
- 1968: Verdienstkreuz 1. Klasse der Bundesrepublik Deutschland
- 1977: Großes Verdienstkreuz der Bundesrepublik Deutschland